# Вуглегірський трамвай
Вуглегірський трамвай — ліквідована трамвайна система, що діяла у місті Вуглегірськ (Донецька область). Вуглегірський трамвай був відкритий 10 листопада 1959 року, закритий — 28 червня 1980 року.
Діяв єдиний маршрут № 1: Залізничний вокзал — Шахта «Вуглегірська».
В депо Вуглегірського трамвая нараховувалося 10 вагонів КТМ-1/КТП-1 (№ 1/51-5/55) і 2 вагони КТМ-2/КТП-2 (№ 6/56), що їздили потягами.
1980 року прийнято рішення про заміну трамваю тролейбусом і у червні систему було закрито.